# Keetia multiflora
Keetia multiflora är en måreväxtart som först beskrevs av Heinrich Christian Friedrich Schumacher och Peter Thonning, och fick sitt nu gällande namn av Diane Mary Bridson. Keetia multiflora ingår i släktet Keetia och familjen måreväxter. Inga underarter finns listade i Catalogue of Life.